# デジタル・デビル物語 女神転生 (日本テレネット)
『デジタル・デビル物語 女神転生』（デジタル・デビルストーリー めがみてんせい）は、日本のゲーム会社である日本テレネット発売のパソコンゲーム。小説『デジタル・デビル・ストーリー 女神転生』（著：西谷史）のメディアミックスとして、1987年に発売された。
アトラスが展開する「女神転生シリーズ」とは別物である。

## 概要
本作品は、小説『デジタル・デビル・ストーリー 女神転生』（徳間書店、1986年、著：西谷史）のメディアミックスとして制作された（詳細は「#制作」参照）。
また、ゲームの舞台となっている魔界は、ユダヤ教の神秘主義思想「カバラ」の象徴でもある「生命の樹（セフィロト）」になぞらえた世界観となっている。8フロアで構成された各ステージを「セフィラー」と呼び、全20ステージ、160フロアにも及ぶ広大なステージマップで構成されている。アッシャー界（現実世界）を含む生命の樹「善の次元 オツ･キイム」と、もう一つの次元の生命の樹「悪の次元 クリフォート」、二つの次元を繋ぐ「深淵の次元 ダート」。プレイヤーは中島朱実となって、三つの次元を行き来しながら魔界を探索していく。魔神ロキによってクリスタルに変えられ、魔界へと連れ去られてしまった白鷺弓子を救い出すのが最終目的。

## ストーリー
1980年代後半。天才的なプログラミング技術を持つ高校生・中島朱実は、ひそかに「悪魔召喚プログラム」の制作に没頭していた。自らプログラムを組みながらも、悪魔を召喚する目的が見つからない彼は稼動実験を躊躇していた。そんなある日、いわれのない理由で暴行されてしまった中島はついにプログラムを稼動、人間界に悪魔（デジタル・デビル）を召喚し、復讐を果たしてしまうのだった。
二か月後、中島のクラスに白鷺弓子という少女が転入してきた。弓子は中島に強い既視感覚を覚えるが、彼は全く取り合おうとしない。その日の放課後、中島は古文担当の小原教諭をCAIルーム（コンピュータ学習室）に呼びつけた。好奇心に抗いきれず、CAIルームに忍び込んだ弓子の目前で繰り広げられる、禍々しい悪魔降臨の儀式。コンピュータによって召喚された魔神「ロキ」は、復讐を果たす代償として、女の生贄を要求していたのだった。
不幸にも、次の生贄に弓子が選ばれてしまった。先日の一件以来、彼女のことが気になりだしていた中島は躊躇しながらも、ロキの求めるままに儀式を行ってしまう。悪魔に襲われた瞬間、天の助けというべき奇跡が起こった。弓子の前世である日本創造の女神・イザナミ神が降臨したのである。弓子に憑依したイザナミ神はロキに抵抗し、さすがのロキもその力を弱めた。しかし、弓子が我に返った一瞬の隙を突いて、ロキは彼女の身体をクリスタルに変え、魔界へと連れ去ってしまった。
目の前の出来事に呆然自失となっていた中島の前に、イザナミ神が現れる。彼女は、人間界に迫りつつある危機と、中島と弓子を結ぶ前世からの深い因縁を告げ、弓子救出を彼に託すのだった。
それらは中島にとって思いも寄らない事態であったが、紛れもない現実であり、彼の右手には炎の剣が握りしめられていた。自分がしでかしたことの責任を取るため、そして何よりも前世の妻でもある弓子を救い出すため、決意を固めた中島は単身魔界へと乗り込んでいく。

## 登場人物
中島 朱実（なかじま あけみ）
本作の主人公。十聖高校の3年生。プログラマーとしての天賦の才に恵まれた美少年。日本創造神・イザナギ神の転生した姿でもある。
私怨と好奇心から、自ら組み上げた「悪魔召喚プログラム」を稼動、人間界に悪魔（デジタル・デビル）を召喚してしまった。
前世の妻でもある白鷺弓子を救い出すため、イザナミ神から授けられた炎の剣を手に、単身魔界へと乗り込む。
白鷺 弓子（しらさぎ ゆみこ）
十聖高校への転校生。イザナギ神の妻・イザナミ神の転生。「女神転生」のタイトルはこれが由来。
ロキの生贄にされ、イザナミ神の助けによって一時的に窮地を脱したものの、クリスタルに変えられ魔界へと連れ去られてしまった。
クラスメイトの中島朱実とは前世からの深い因縁と絆によって結ばれている。
小原（おばら）
十聖高校の古文教諭。モデルを思わせる妖艶な美女。
教え子の中島朱実によってロキの生贄として捧げられ、身も心も虜になってしまう。
ロキ
中島朱実によって人間界に召喚された最初のデジタル・デビル。奸智と美貌で知られた北欧神話の神。
生贄として献上された小原を操り、人間界を我が物にせんと企んでいる。
イザナミ神
日本創造の女神。イザナギ神とは兄妹にして夫婦で、弓子の前世の姿。
人間界に一切干渉しない夫とは対照的に、自身と夫の転生である弓子と中島に助力し、悪魔達と戦うための力を与えた。
魔神ロキに連れ去られてしまった弓子を救い出すため、単身魔界へと乗り込んだ中島を導いていく。
ケルベロス
中島朱実によって召喚された電子獣。ハンドヘルドコンピュータを介して召喚、実体化させることができる。
魔界に囚われている彼を救出し、召喚することで、「深淵の次元 ダート」、「悪の次元 クリフォート」への進入が可能になる。

## 制作
先述「#概要」の通り、本作品は、小説「デジタル・デビル・ストーリー」シリーズ発刊に際したメディアミックスの一環である。
本作品の開発にあたって、音楽は小川史生・恋瀬信人が参画した。
原作小説の舞台が現実世界であった一方、本作品は、飛鳥の石舞台古墳の地下から魔界に潜入する設定である。主人公・中島朱実は、悪魔にさらわれてクリスタルの体となった同級生の白鷺弓子の救出のため、ロキの討伐を目指す。
ゲームシステムは、三人称視点の画面構成、テンキー・カーソルキーによる4方向の移動、攻撃時は連射・斜め方向にも対応でき、プレイヤーは、全20ステージ160フロアを攻略していく。なお、プレイヤーに比べて、敵側は8方向に移動可能であり、追ってくる敵からの逃走が難しく、体力回復の手段も乏しいとされる。主人公の初期装備である武器は、使用制限がなく射程の短いヒノカグツチであり、ドロップアイテムとしても他の武器を獲得できるものの、残量として使用制限があった。また、ストーリー進行上、ケルベロスや弓子を救出後には追加戦力となる。

## 移植
- 2006年、別作品15本分を収録した『PC-8801mkIISR ゲームリバイバルコレクション』として、Windowsに移植。

## 関連作品
- 『TELENET MUSIC-BOX』 - 日本テレネット、1989年3月[5]